# Bewusstsein

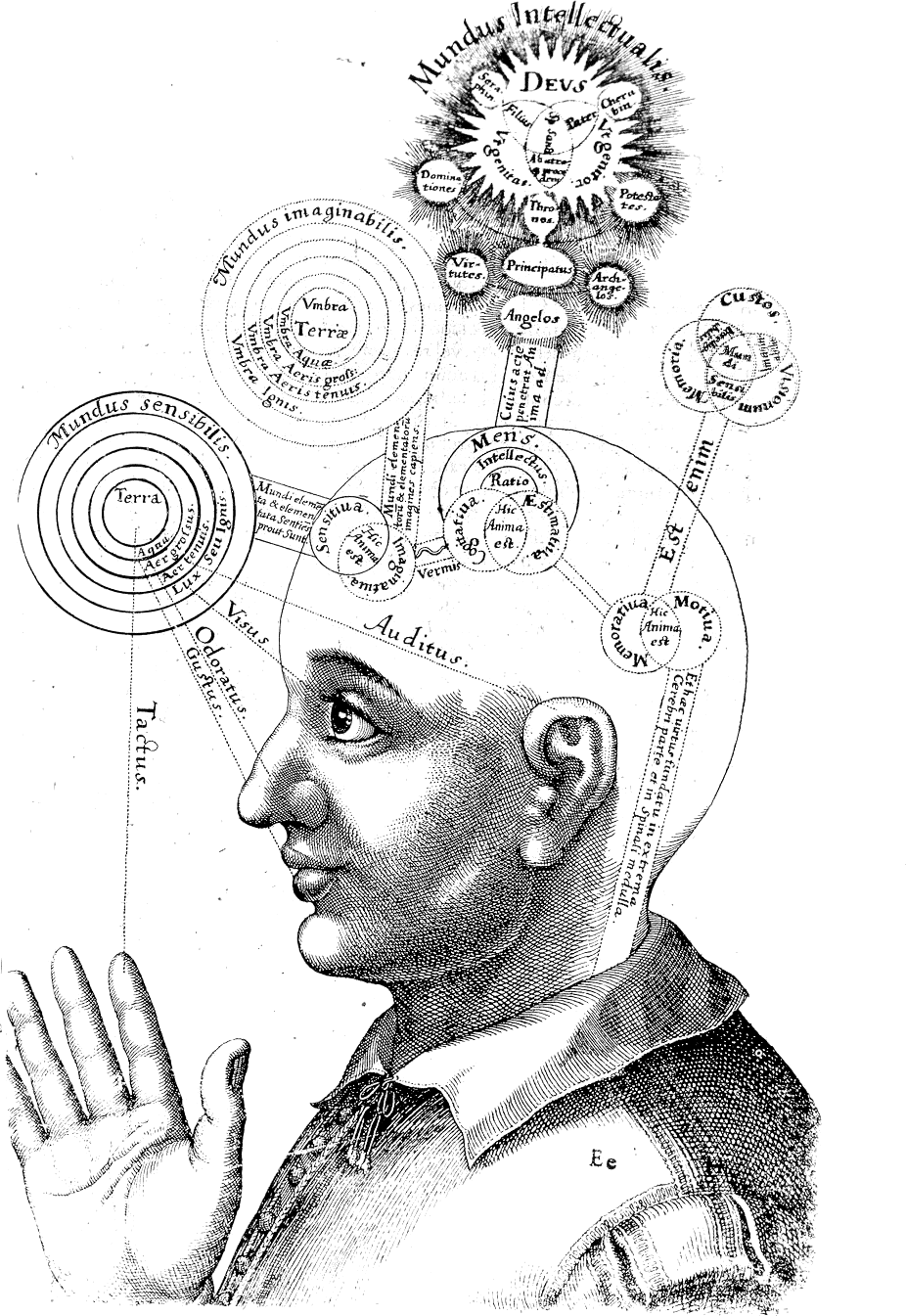
Bewusstseinsvorstellung aus dem 17. Jahrhundert

Bewusstsein (abgeleitet von dem mittelhochdeutschen Wort bewissen im Sinne von „Wissen über etwas habend“, lateinisch conscientia „Mitwissen“ und altgriechisch συνείδησις syneídēsis „Miterscheinung“, „Mitbild“, „Mitwissen“, συναίσθησις synaísthēsis „Mitwahrnehmung“, „Mitempfindung“ und φρόνησις phrónēsis von φρονεῖν phroneín „bei Sinnen sein, denken“) ist im weitesten Sinne die Summe der mentalen Prozesse Empfindung (primärer Sinneseindruck), Wahrnehmung (Informationsgewinnung und innere „Abbildung“) sowie Erleben (emotionale und kognitive Reaktion). Eine allgemein gültige Definition des Begriffes ist aufgrund seines unterschiedlichen Gebrauchs mit verschiedenen Bedeutungen schwer möglich. Die naturwissenschaftliche Forschung beschäftigt sich mit definierbaren Eigenschaften bewussten Erlebens.

## Bedeutung des Begriffs
Das Wort „Bewusstsein“ wurde von Christian Wolff als Lehnübersetzung des lateinischen conscientia geprägt. Das lateinische Wort hatte ursprünglich eher Gewissen bedeutet und war zuerst von René Descartes in einem allgemeineren Sinn gebraucht worden. Der Begriff Bewusstsein hat im Sprachgebrauch eine sehr vielfältige Bedeutung, die sich teilweise mit den Bedeutungen von Geist und Seele überschneidet. Im Gegensatz zu letzteren ist der Begriff Bewusstsein jedoch weniger von theologischen und dualistisch-metaphysischen Gedanken bestimmt, weswegen er auch in den Naturwissenschaften verwendet wird.
Es erschwert viele Diskussionen, dass Bewusstsein grundsätzlich zwei Bedeutungen hat. Die erste ist, dass wir überhaupt etwas wahrnehmen und nicht bewusstlos sind. Die zweite, dass wir etwas bewusst wahrnehmen oder tun, also darüber nachdenken beim Wahrnehmen bzw. Tun. Weiterhin ist Bewusstsein keine binäre Eigenschaft, die man hat oder nicht hat. Es gibt Abstufungen, je nach Definition. Michio Kaku definiert es so: „Bewusstsein ist der Prozess, unter Verwendung zahlreicher Rückkopplungsschleifen bezüglich verschiedener Parameter (z. B. Temperatur, Raum, Zeit und in Relation zueinander) ein Modell der Welt zu erschaffen, um ein Ziel zu erreichen.“ Er unterscheidet 4 Stufen des Bewusstseins, von Pflanzen bis zum Menschen – abhängig von der von Stufe 0 bis Stufe 3 exponentiell ansteigenden Zahl der Rückkopplungsschleifen.
Man unterscheidet heute in der Philosophie und Naturwissenschaft verschiedene Aspekte und Entwicklungsstufen:
1. Bewusstsein als „belebt-sein“ oder als „beseelt-sein“ in verschiedenen Religionen oder als die unbegrenzte Wirklichkeit in mystischen Strömungen.
2. Bei Bewusstsein sein: Hier ist der wachbewusste Zustand von Lebewesen gemeint, der sich unter anderem vom Schlafzustand, der Bewusstlosigkeit und anderen Bewusstseinszuständen abgrenzt. In diesem Sinn lässt sich Bewusstsein empirisch und objektiv beschreiben und teilweise eingrenzen. Viele wissenschaftliche Forschungen setzten hier an; insbesondere mit der Fragestellung, auf welche Weise Gehirn und Bewusstsein zusammenhängen.
3. Bewusstsein als phänomenales Bewusstsein: Ein Lebewesen, das phänomenales Bewusstsein besitzt, nimmt nicht nur Reize auf, sondern erlebt sie auch. In diesem Sinne hat man phänomenales Bewusstsein, wenn man etwa Schmerzen hat, sich freut, Farben wahrnimmt oder friert. Im Allgemeinen wird angenommen, dass Tiere mit hinreichend komplexer Gehirnstruktur ein solches Bewusstsein haben. Phänomenales Bewusstsein wurde in der Philosophie des Geistes als Qualiaproblem thematisiert.
4. Zugriffsbewusstsein: Ein Lebewesen, das Zugriffsbewusstsein besitzt, hat Kontrolle über seine Gedanken, kann Entscheidungen treffen und koordiniert handeln.
5. Bewusstsein als gedankliches Bewusstsein: Ein Lebewesen, das gedankliches Bewusstsein besitzt, hat Gedanken. Wer also etwa denkt, sich erinnert, plant und erwartet, dass etwas der Fall ist, hat ein solches Bewusstsein. In der Philosophie des Geistes wurde es als Intentionalitätsproblem thematisiert.
6. Bewusstsein des Selbst: Selbstbewusstsein in diesem Sinne haben Lebewesen, die nicht nur phänomenales und gedankliches Bewusstsein haben, sondern auch wissen, dass sie ein solches Bewusstsein haben.
7. Individualitätsbewusstsein besitzt, wer sich seiner selbst und darüber hinaus seiner Einzigartigkeit als Lebewesen bewusst ist und die Andersartigkeit anderer Lebewesen wahrnimmt. Man trifft es beim Menschen und andeutungsweise im Verhalten einiger anderer Säugetierarten an.

Die Verwendung des Begriffes Bewusstsein ist in der Regel auf eine dieser Bedeutungen und damit auf eine Eingrenzung angewiesen. Auch drücken sich in den verschiedenen Verwendungsweisen oft unterschiedliche Weltanschauungen aus. Eine Studie vom August 2024 zählt etwa 200 unterschiedliche Erklärungsansätze für den Begriff.

## Bewusstsein in der Philosophie

### Bewusstsein als Rätsel
In einem materialistischen Weltbild entsteht das Rätsel des Bewusstseins anhand der Frage, wie es prinzipiell möglich sein kann, dass aus einer bestimmten Anordnung und Dynamik von Materie die Vorstellung von Bewusstsein entsteht.
In einem nicht-materialistischen Weltbild kann aus dem Wissen über die physikalischen Eigenschaften eines Systems keine Aussage über das Bewusstsein abgeleitet werden. Hier wird angenommen: Auch wenn zwei verschiedene Lebewesen A und B sich in exakt dem gleichen neurophysiologisch funktionalen Zustand befänden (der Naturwissenschaftlern komplett bekannt sei), könne A bewusst sein, während B es nicht sei. Die theoretische Möglichkeit eines solchen „Zombies“ ist unter Philosophen höchst umstritten.
Philosophischen Gedankenexperimenten zufolge könne ein Mensch genauso funktionieren, wie er es jetzt tut, ohne dass er es bewusst erlebe (→ Philosophischer Zombie). Genauso könne eine Maschine sich genauso verhalten wie ein Mensch, ohne dass man ihr Bewusstsein zuschreiben würde (→ Chinesisches Zimmer). Die Vorstellbarkeit dieser Situationen lege offen, dass das Phänomen des Bewusstseins aus naturwissenschaftlicher Sicht noch nicht verstanden sei. Und schließlich scheine es anders als bei anderen Problemen ungeklärt, anhand welcher Kriterien eine Lösung des Problems überhaupt als solche erkennbar sein könnte.

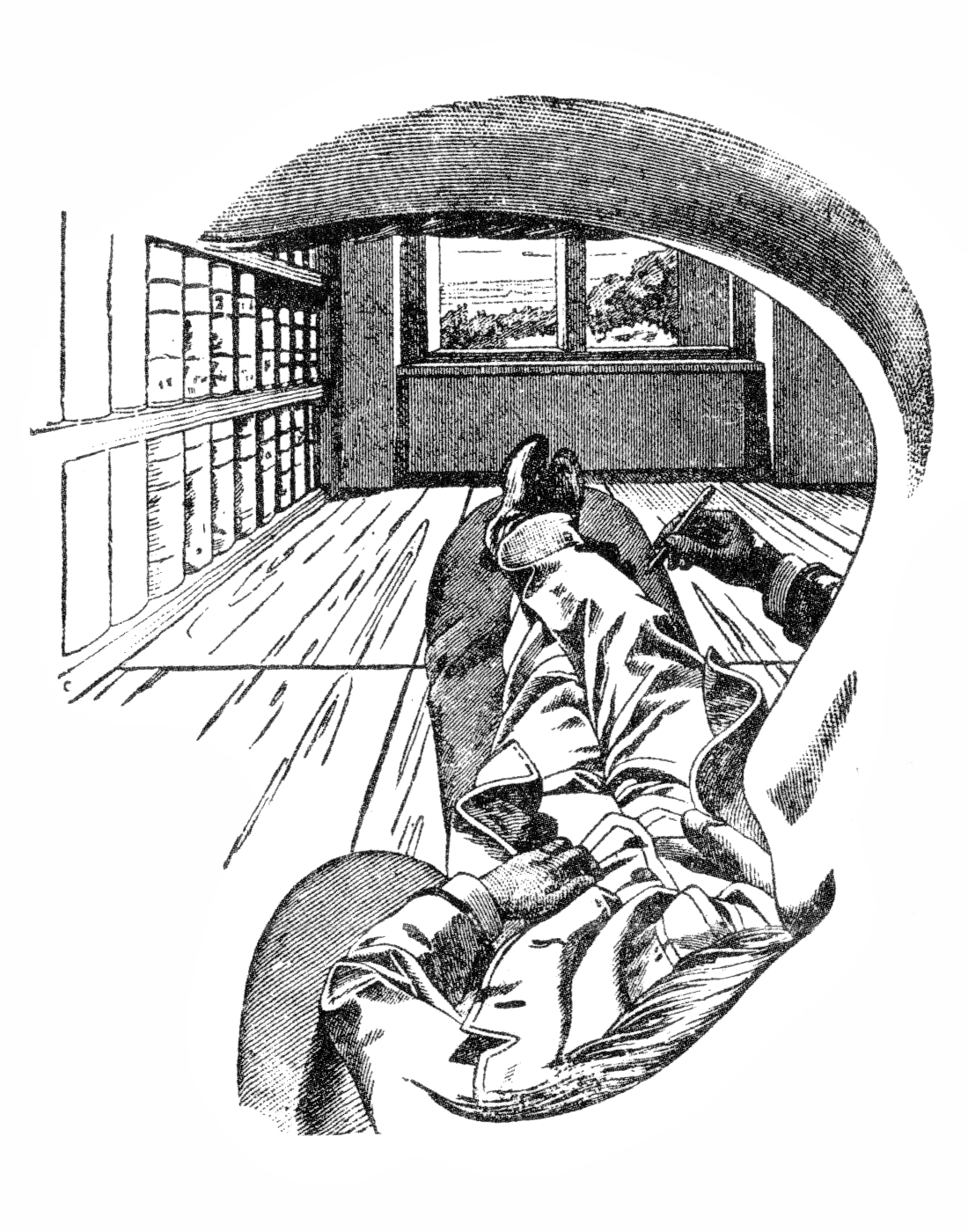
Die Innenperspektive in einer Illustration von Ernst Mach

In der Philosophie war das Rätsel des Bewusstseins schon lange bekannt. Es geriet aber in der ersten Hälfte des 20. Jahrhunderts unter dem Einfluss des Behaviorismus und der Kritik von Edmund Husserl am Psychologismus weitgehend in Vergessenheit. Dies änderte sich nicht zuletzt durch Thomas Nagels 1974 veröffentlichten Aufsatz What is it like to be a bat? (Wie ist es, eine Fledermaus zu sein?). Nagel argumentierte, dass wir nie erfahren würden, wie es sich anfühlt, eine Fledermaus zu sein. Diese subjektiven Vorstellungen seien aus der Außenperspektive der Naturwissenschaften nicht erforschbar. Heute teilen manche Philosophen die Rätselthese – etwa David Chalmers, Frank Jackson, Joseph Levine und Peter Bieri, während andere hier kein Rätsel erkennen – etwa Patricia Churchland, Paul Churchland und Daniel Dennett.
Für die Vertreter der Rätselhaftigkeit des Bewusstseins äußert sich diese in zwei verschiedenen Aspekten: Zum einen hätten Bewusstseinszustände einen Erlebnisgehalt, und es sei nicht klar, wie das Gehirn Erleben produzieren könne. Dies sei das Qualiaproblem. Zum anderen könnten sich Gedanken auf empirische Sachverhalte beziehen und seien deshalb wahr oder falsch. Es sei aber nicht klar, wie das Gehirn Gedanken mit solchen Eigenschaften erzeugen könne. Das sei das Intentionalitätsproblem.

### Das Qualiaproblem
Qualia seien Erlebnisgehalte von mentalen Zuständen. Man spricht auch von Qualia als dem „phänomenalen Bewusstsein“. Das Qualiaproblem bestehe darin, dass es keine einsichtige Verbindung zwischen neuronalen Zuständen und Qualia gebe: Warum erleben wir überhaupt etwas, wenn bestimmte neuronale Prozesse im Gehirn ablaufen? Ein Beispiel: Wenn man sich die Finger verbrenne, würden Reize zum Gehirn geleitet, dort verarbeitet und schließlich ein Verhalten produziert. Nichts aber mache es zwingend, dass dabei ein Schmerzerlebnis entstehe.
Die zum Teil unbekannte Verbindung zwischen den neuronalen Prozessen und den angenommenen Qualia scheine fatal für die naturwissenschaftliche Erklärbarkeit von Bewusstsein zu sein: Wir hätten nämlich nur dann ein Phänomen naturwissenschaftlich erklärt, wenn wir auch seine Eigenschaften erklärt haben. Ein Beispiel: Wasser hat die Eigenschaften bei Raumtemperatur und normalem Luftdruck flüssig zu sein, bei 100 °C zu kochen usw. Wenn man einfach nicht erklären könnte, warum Wasser normalerweise flüssig ist, so gäbe es ein „Rätsel des Wassers“. Analog dazu: Wir hätten einen Bewusstseinszustand genau dann erklärt, wenn Folgendes gelte: Aus der wissenschaftlichen Beschreibung folgen alle Eigenschaften des Bewusstseinszustands – also auch die Qualia. Da die Qualia aber eben aus keiner naturwissenschaftlichen Beschreibung folgten, blieben sie ein „Rätsel des Bewusstseins“.
Es gebe viele verschiedene Möglichkeiten, auf das Qualiaproblem zu reagieren:
1. Man könne sich auf einen Dualismus zurückziehen und behaupten: Die Naturwissenschaften könnten das Bewusstsein nicht erklären, weil das Bewusstsein nicht materiell sei.
2. Man könne behaupten, dass mit den neuro- und kognitionswissenschaftlichen Beschreibungen schon alle Fragen geklärt seien.
3. Man könne behaupten, dass das Problem für Menschen nicht lösbar sei, da es ihre kognitiven Fähigkeiten übersteige.
4. Man könne zugeben, dass das Qualiaproblem nicht gelöst sei, aber auf den wissenschaftlichen Fortschritt hoffen. Vielleicht bedürfe es einer neuen wissenschaftlichen Revolution.
5. Man könne einen radikalen Schritt versuchen und behaupten: In Wirklichkeit gebe es gar keine Qualia.
6. Man könne umgekehrt die Gegenposition einnehmen und behaupten: Jedem Zustand eines physischen Systems entspreche ein Quale oder ein Satz von Qualia (Panpsychismus).

### Das Intentionalitätsproblem

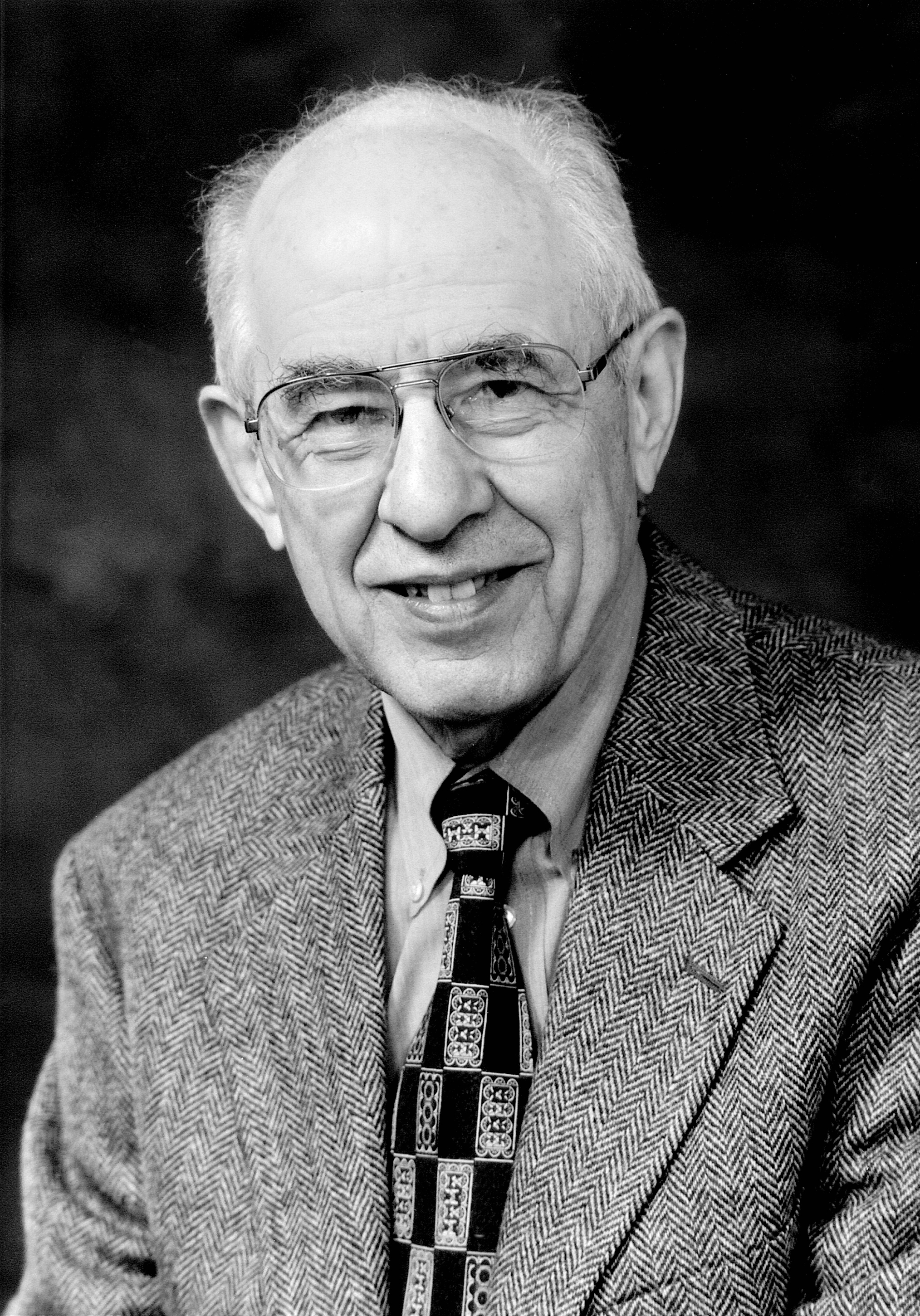
Hilary Putnam

Die Annahme des Intentionalitätsproblems ist analog der Annahme des Qualiaproblems. Die grundlegende argumentative Struktur ist die gleiche. Auf Franz Brentano und seine Aktpsychologie geht die Ansicht zurück, dass die meisten Bewusstseinszustände nicht nur einen Erlebnisgehalt hätten, sondern auch einen Absichtsgehalt. Das heißt, dass sie sich auf ein Handlungsziel beziehen. Ausnahmen seien Grundstimmungen wie Langeweile, Grundhaltungen wie Optimismus und etwa nach Hans Blumenberg auch Formen der Angst.
Beim Intentionalitätsproblem werden ähnliche Lösungsvorschläge vertreten wie beim Qualiaproblem. Doch es gibt noch weitere Möglichkeiten. Man kann nämlich auch versuchen zu erklären, wann sich eine neuronale Aktivität auf etwas (etwa X) bezieht. Drei Vorschläge sind:
1. Jerry Fodor meint, dass sich ein neuronaler Prozess genau dann auf X bezieht, wenn er in einer bestimmten kausalen Relation zu X steht.
2. Fred Dretske meint, dass sich ein neuronaler Prozess genau dann auf X bezieht, wenn er ein verlässlicher Indikator für X ist.
3. Ruth Millikan meint, dass sich ein neuronaler Prozess genau dann auf X bezieht, wenn es die evolutionäre Funktion des Prozesses ist, X anzuzeigen.

Manche Philosophen, etwa Hilary Putnam und John Searle, halten Intentionalität für naturwissenschaftlich nicht erklärbar.

### Innenperspektive und Außenperspektive
Es wird oft zwischen zwei Zugängen zum Bewusstsein unterschieden. Zum einen gebe es eine unmittelbare und nicht-symbolische Erfahrung des Bewusstseins, auch Selbstbeobachtung genannt. Zum anderen beschreibe man Bewusstseinsphänomene aus der Außenperspektive der Naturwissenschaften. Eine Unterscheidung zwischen der unmittelbaren und der symbolisch vermittelten Betrachtungsweise wird von vielen Philosophen nachvollzogen, auch wenn einige Theoretiker und Theologen eine scharfe Kritik an der Konzeption des unmittelbaren und privaten Inneren geübt haben. Baruch Spinoza etwa nennt die unmittelbare, nicht-symbolische Betrachtung „Intuition“ und die Fähigkeit zur symbolischen Beschreibung „Intellekt“.
Es wird manchmal behauptet, dass die Ebene der unmittelbaren Bewusstseinserfahrung für die Erkenntnis der Wirklichkeit die eigentlich entscheidende sei. Nur in ihr sei der Kern des Bewusstseins, das subjektive Erleben, zugänglich. Da diese Ebene allerdings nicht direkt durch eine objektive Beschreibung zugänglich sei, seien auch den naturwissenschaftlichen Erkenntnissen auf dem Gebiet des Bewusstseins Grenzen gesetzt.

### Dualismus, Materialismus und Emergenztheorien des Bewusstseins
Die aufs Bewusstsein bezogenen antimaterialistischen Argumente basieren meist auf den oben diskutierten Konzepten Qualia und Intentionalität. Die argumentative Struktur ist dabei folgende: Wenn der Materialismus wahr sei, dann müssten Qualia und Intentionalität reduktiv erklärbar sein. Sie seien aber nicht reduktiv erklärbar. Also sei der Materialismus falsch. In der philosophischen Debatte wird die Argumentation allerdings komplexer. Ein bekanntes Argument stammt etwa von Frank Cameron Jackson. In einem Gedankenexperiment gibt es die Superwissenschaftlerin Mary, die in einem schwarz-weißen Labor aufwächst und lebt. Sie hat noch nie Farben gesehen und weiß daher nicht, wie Farben aussehen. Sie kennt aber alle physikalischen Fakten über Farbensehen. Da sie aber nicht alle Fakten über Farben kenne (sie wisse nicht, wie sie aussehen), gebe es nicht-physikalische Fakten. Jackson schließt daraus, dass es nicht-physische Fakten gebe und der Materialismus falsch sei. Gegen dieses Argument sind verschiedene materialistische Erwiderungen vorgebracht worden (vgl. Qualia).
Gegen derartige dualistische Argumente sind zahlreiche materialistische Repliken entwickelt worden. Sie beruhen auf den oben beschriebenen Möglichkeiten, auf die Konzepte von Qualia und Intentionalität zu reagieren. Es existiert daher eine Vielzahl von materialistischen Vorstellungen vom Bewusstsein. Funktionalisten wie Jerry Fodor und der frühe Hilary Putnam wollten das Bewusstsein in Analogie zum Computer durch eine abstrakte, interne Systemstruktur erklären. Identitätstheoretiker wie Ullin Place und John Smart wollten Bewusstsein direkt auf Gehirnprozesse zurückführen, während eliminative Materialisten wie Patricia und Paul Churchland Bewusstsein als gänzlich unbrauchbaren Begriff einstufen.
Eine dritte Variante sind Emergenztheorien des Mentalen. Bewusstsein beruht demnach auf dem hochkomplexen Zusammenspiel materieller Strukturen, die evolutionär gewachsen sind. Das Mentale ist aber nicht reduzierbar auf physikalische Prozesse, es beruht auf Emergenz und Supervenienz. Die Eigenschaften des Mentalen sind nicht durch die Einzelteile erklärbar, sondern nur durch das Zusammenspiel hochkomplexer dynamischer Strukturen. Nach Antonio Damasio sind diese hochkomplexen Strukturen nicht nur das Gehirn, sondern der gesamte Körper, der zu Emotionen und Bewusstsein führt.
Detailliertere Beschreibungen finden sich im Artikel Philosophie des Geistes.

## Bewusstsein in den Wissenschaften

### Überblick
Die Kognitionswissenschaft erweitert die interdisziplinäre Zusammenarbeit. Neben Psychologie und den Neurowissenschaften kommen Informatik, künstliche Intelligenz, Linguistik, Philosophie, Anthropologie und Soziologie dazu. Kognition ist nicht auf den Menschen beschränkt, auch höher entwickelte Tiere haben kognitive Fähigkeiten.
Das Gehirn arbeitet nicht wie ein Computer. Bei jeder Erfahrung, bei jedem starken Gefühl und insbesondere bei Lernen wird die Struktur des Gehirns verändert. Die Synapsen werden verstärkt oder vermindert und es entstehen neue Synapsen. Dieser Mechanismus wurde im kleinen Maßstab nachgebaut, man nennt dies künstliche neuronale Netzwerke. Dies ist ein Arbeitsgebiet der künstlichen Intelligenz.
An der Erforschung des Bewusstseins sind viele Einzelwissenschaften beteiligt, da es eine große Anzahl verschiedener, empirisch beschreibbarer Phänomene gibt. Ob und in welchem Maße die Naturwissenschaften damit zu einer Klärung der in der Philosophie diskutierten Probleme Qualia und Intentionalität beitragen, gilt als umstritten.

### Neurowissenschaften
Experimente und theoretische Überlegungen führten zu der Erkenntnis, dass das Gehirn auf Informationen in Form verteilter Repräsentationen zugreifen muss. Wie kommt es nun zu einer korrekten Verknüpfung der Informationen und zu einer einheitlichen Wahrnehmung? Diese Frage bezeichnet man als „Bindungsproblem“. Der Neuroinformatiker Christoph von der Malsburg entwickelte Anfang der 1980er Jahre einen Lösungsvorschlag für das Bindungsproblem: Das Gehirn könne die Merkmale verknüpfen, indem die repräsentierenden Neuronen durch synchrones Feuern einen vorübergehenden Verbund bildeten. Diese Hypothese erregte einige Jahre später internationale Aufmerksamkeit, nachdem die Forschergruppe um Wolf Singer sie experimentell hatte stützen können.
Da mit dem Phänomen des synchronen Feuerns das Entstehen einheitlicher Wahrnehmung erklärt werden sollte, lag es nahe, es auch für bewusstes Erleben in Betracht zu ziehen. Die Annahme konnte auch experimentell bestätigt werden.
Verschwinden und die Wiederkehr bewussten Erlebens während des Schlafs und der Narkose bieten besondere Einsichten in die neurophysiologischen Bedingungen bewusster Zustände. Dabei zeigte sich, dass es nicht einige wenige, sondern eine Vielzahl von Stellen im Gehirn gibt, die bei einer Narkose an der Auslösung von Bewusstlosigkeit beteiligt sein können. Der Prozess ist abhängig vom Narkosemittel, seiner Dosierung, vom Alter und vom Zustand des Patienten.
Nur ein kleiner Teil der Gehirnregionen, die durch Narkosen beeinflusst werden, sind auch an Schlaf und Aufwachen beteiligt. Die Wirkung der Narkosemittel erfolgt zwar primär biochemisch an den Membranen der Nervenzellen, im Endeffekt ist sie jedoch elektrophysiologisch durch eine massive Änderung der EEG-Wellen. Hierdurch werden die natürlichen oszillatorischen Verbindungen (Konnektivität) im Gehirn an entscheidenden Stellen unterbrochen, mit der Folge des Zusammenbruchs der Integration von Information, die für bewusstes Erleben notwendig ist.

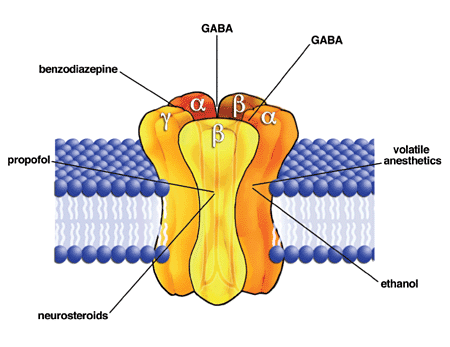
GABA_{A}-Rezeptor mit Bindungsstellen für verschiedene Substanzen einschließlich Propofol

Ein viel zitiertes Beispiel für die Wirkungsweise von Narkosemitteln ist Propofol. Es verstärkt die Hemmung von Nervensignalen an GABAA-Rezeptoren.
Dadurch entsteht eine Verschiebung der Stärke der EEG-Alphawellen vom hinteren zum vorderen Cortex. Außerdem ist der Übergang zum Bewusstseinsverlust begleitet von einer funktionellen Fragmentierung von Gehirnprozessen. Aufgrund dieser Zusammenhänge wurde bereits 2011 in einer einflussreichen Übersichtsarbeit die Auffassung vertreten, dass der Status der Narkose weniger geheimnisvoll sei als allgemein geglaubt werde.

### Psychologie
Das Bewusstsein ist ein zentraler Begriff für die Psychologie. Es ist einerseits die Gesamtheit der Erlebnisse, d. h. der erlebten psychischen Zustände und Aktivitäten (Vorstellungen, Gefühle usw.) und zum anderen das Bewusst-Sein als besondere Art des unmittelbaren Gewahrseins dieser Erlebnisse, die man auch als innere Erfahrung bezeichnet. Das phänomenale Bewusstsein und das Zugriffsbewusstsein sind von größter Bedeutung, da die beiden Phänomene das Wahrnehmen, Denken und Entscheiden umfassen. Außerdem ist die Unterscheidung von Bewusstem und Unbewusstem wichtig, das in der psychoanalytischen Terminologie Inhalte bezeichnet, die dem Bewusstsein nicht zugänglich sind. Beides sind in der kognitiven Psychologie Pole des Wissensstandes über Vorhandenes und dessen Mitteilbarkeit wo viele Klarheitsgrade, die im Zusammenhang mit Absicht (Handlungsentwurf), Konzentration, kritischem Selbstbezug, Wachheit, Vorerfahrungen, Einordnungs-, Unterscheidungsfähigkeit und Affektstrebungen. Bewusstsein stehen.
Es gibt einige psychologische Ansätze, die einen Beitrag zur Bewusstseinsforschung liefern:
1. Informationsverarbeitungsansatz: Dieser begreift den Menschen als informationsverarbeitendes System, das heißt, der Mensch nimmt Informationen aus seiner Umwelt auf, verarbeitet diese und zeigt danach ein bestimmtes Verhalten. Das Bewusstsein wird mit einem bestimmten Verarbeitungsmechanismus identifiziert. Im Informationsverarbeitungsansatz werden die mentalen Vorgänge aus einer Außenperspektive betrachtet. Das Bewusstsein ist jedoch abhängig vom jeweiligen Subjekt und besteht in der Innenperspektive. Man muss daher kritisch betrachten, ob der objektive Ansatz das subjektive Erleben erklären kann.[24]
2. Arbeitsgedächtnismodell (Baddeley): Dieses Modell geht davon aus, dass es im menschlichen Gehirn einen Kurzzeitspeicher und ein übergeordnetes Kontrollsystem gibt, welches als zentrale Exekutive bezeichnet wird. Das Zugriffsbewusstsein sei die Funktion der zentralen Exekutive. Phänomenales Bewusstsein kann man nicht mit dem Inhalt des Kurzzeitspeichers gleichsetzen. In diesem können bis zu 7 chunks aufrechterhalten und kurzfristig gespeichert werden, aber nur 3 chunks können einem Menschen phänomenal bewusst sein. Phänomenales Bewusstsein entsteht im Zusammenspiel mit der selektiven Aufmerksamkeit. Nur diejenigen Informationen im Kurzzeitgedächtnis, auf welche die Aufmerksamkeit gelenkt wird, werden einem Menschen auch phänomenal bewusst.[25]
3. Modell der kontrollierten Prozesse (Snyder und Posner): Das Modell unterscheidet kontrollierte Prozesse von automatischen Prozessen. Automatische Prozesse sind unbewusst, schnell, nicht intentional und interferieren nicht mit anderen Prozessen, während kontrollierte Prozesse bewusst, langsam, intentional und in ihrer Kapazität beschränkt sind. Ein Zugriffsbewusstsein gibt es dann, wenn ein Prozess kontrolliert abläuft. Auch automatische Prozesse unterliegen einer kognitiven Kontrolle; diese Kontrolle erfolgt aber vor dem eigentlichen Prozess und unterscheidet sich daher von kontrollierten Prozessen.[26]
4. DICE (dissociable interactions and conscious experience)-Modell (Schacter): Bei diesem Modell unterscheidet man explizite, bewusste von impliziten, unbewussten Gedächtnisphänomenen. Der Name des Modells kommt dadurch zustande, dass Schacter davon ausgeht, dass es eine Dissoziation zwischen bewusstem Erleben und der Verhaltenswirksamkeit gibt. In Schacters Modell wird prozedurales Wissen, welches das Verhalten beeinflusst phänomenal unbewusst erlangt, das deklarative Faktenwissen wird bewusst gelernt. Schacter glaubt, dass es im menschlichen Gehirn ein CAS (conscious awareness system) gibt, welches mit allen Verarbeitungsmodulen verbunden ist und daher mit einer globalen Datenbasis verglichen werden kann. Das CAS beinhaltet außerdem die bewussten Erfahrungen. Phänomenales Bewusstsein entsteht demzufolge nur, wenn der Gedächtnisinhalt eines Verarbeitungsmoduls das CAS aktiviert. Das phänomenale Bewusstsein ist zudem eine Voraussetzung für das Zugriffsbewusstsein. Nur wenn Gedächtnisinhalte phänomenal bewusst waren, kann das exekutive System aktiviert werden.[27]
5. Die Theorie der somatischen Marker (Damasio): Emotionen und Gefühle haben einen direkten Einfluss auf Entscheidungen. Details sind unter Hypothese der somatischen Marker beschrieben.

An den psychologischen Ansätzen lässt sich kritisieren, dass sie nicht beantworten, durch welche Mechanismen bzw. Prozesse im Gehirn das phänomenale Bewusstsein entsteht. Diese Kritik gilt allen Ansätzen, die phänomenales Bewusstsein als Vorliegen einer mentalen Repräsentation in einem bestimmten System beschreiben. Die Psychologie hat bis heute keine Theorie, die erklären kann, wie und warum phänomenales Bewusstsein mit mentalen Repräsentationen zusammenhängt.

### Kognitionswissenschaft
Da viele Einzelwissenschaften an der Erforschung von Bewusstsein beteiligt sind, ist eine umfassende Erkenntnis nur durch einen interdisziplinären Austausch möglich. Die Wissenschaftsgeschichte spiegelt dies mit dem Begriff der Kognitionswissenschaft wider. Sie wird als Zusammenarbeit von Informatik, Linguistik, Neurowissenschaft, Philosophie und Psychologie verstanden.
Ein besonderer Schwerpunkt aktueller kognitionswissenschaftlicher Forschung besteht dabei in der Zusammenführung von empirischen Ergebnissen der Lebenswissenschaften und den Methoden und Erkenntnissen der modernen Informatik. Zwei Beispiele:
- In kognitiven Architekturen werden psychologische Theorien und Ergebnisse – soweit sie formalisierbar sind – in komplexe Computermodelle integriert, die schließlich der Prognose und Erklärung menschlichen Verhaltens dienen sollen.
- In der Neuroinformatik werden seit den 1980er Jahren die Grundbausteine des Gehirns und ihre Verschaltung analysiert und simuliert. Dabei zeigte sich, dass allein eine massiv parallele Verschaltung simulierter Neuronen mit jeweils geringer Funktionalität zu einem künstlichen neuronalen Netz die Modellierung von Lernen und Verarbeitung komplexer Muster ermöglicht, sowie von kognitiven Fähigkeiten wie Gedächtnis oder Problemlösen. Dabei steht die Neuroinformatik insbesondere noch vor dem Problem der Initiative – z. B. für einen Lernprozess.

### Experimente zum Bewusstsein

#### Zeitliche Verzögerung von bewusstem Erleben
Das sehr häufig zitierte Libet-Experiment (1979) und weitergehende Nachfolgeexperimente zeigten, dass bewusstes Erleben eines Ereignisses zeitlich nach neuronalen Prozessen auftritt, die bekannterweise mit dem Ereignis korrelieren. Während die Konsequenzen dieser Experimente für das Konzept der Willensfreiheit noch nicht als abschließend geklärt gelten, besteht Einigkeit darüber, dass bewusstes Erleben relativ zu einem Teil der dazugehörenden neuronalen Prozesse zeitverzögert auftreten kann.

#### Unterschied zwischen bewussten und unbewussten Gehirnaktivitäten
Ein Teil von Libets Experimenten zeigte, dass der Unterschied zwischen bewussten und unbewussten Erlebnissen von der Dauer der Gehirnaktivitäten abhängen kann. Bei diesen Experimenten wurden den Versuchspersonen Reize auf die aufsteigende sensorische Bahn im Thalamus gegeben. Die Versuchspersonen sahen zwei Lampen, die jeweils eine Sekunde lang abwechselnd leuchteten. Die Versuchspersonen sollten sagen, welche der beiden Lampen leuchtete, als der Reiz verabreicht wurde. Wenn der Reiz kürzer als eine halbe Sekunde andauerte, nahmen sie den Reiz nicht bewusst wahr. Die Versuchspersonen wurden jedoch gebeten, auch wenn sie keinen Reiz bewusst wahrnahmen, zu raten, welche Lampe leuchtete, während der Reiz verabreicht wurde. Dabei zeigte sich, dass die Versuchspersonen, auch wenn sie den Reiz nicht bewusst wahrnahmen, sehr viel häufiger als nach Zufallswahrscheinlichkeit (50 Prozent) richtig rieten. Wenn der Reiz 150 bis 260 Millisekunden anhielt, rieten die Versuchspersonen in 75 Prozent der Fälle richtig. Damit die Versuchspersonen den Reiz bewusst wahrnahmen, musste der Reiz 500 Millisekunden andauern.
Nach Libets Time-on-Theorie beginnen alle bewussten Gedanken, Gefühle und Handlungspläne unbewusst. D. h. alle schnellen Handlungen, z. B. beim Sprechen, beim Tennis usw. werden unbewusst vollzogen.
Die Dauer der Gehirnaktivitäten ist nicht der einzige Unterschied zwischen bewussten und unbewussten Erlebnissen. Die visuelle Wahrnehmung liefert über die eine Hälfte der Fasern des Sehnervs den bewussten Anteil der fovealen Wahrnehmung. Die andere Hälfte der Nervenfasern überträgt den Hintergrund, die periphere Wahrnehmung. Gleichzeitig werden – zusätzlich zu den visuellen Sinneseindrücken – auch noch Geräusche, Gerüche, Gefühle, Berührungen, innerkörperliche Eindrücke usw. (meist unbewusst) wahrgenommen.

#### Experiment zum Bewusstsein bei Patienten mit schweren Hirnverletzungen
Obwohl angenommen wird, dass Patienten mit einem apallischen Syndrom kein Bewusstsein haben, liefern vereinzelte Studien gegenteilige Evidenz. Beispielsweise zeigte eine Patientin, die aus dem Koma erwachte und keinerlei Anzeichen von Bewusstsein aufwies, ähnliche Gehirnaktivitäten wie gesunde Freiwillige in fMRT-Scans, wenn ihr Sätze vorgesprochen wurden. Auch bei der Aufforderung der Forscher, sich vorzustellen, dass sie gerade Tennis spiele oder durch ihr Haus laufen würde, zeigten sich Gehirnaktivitäten im Motorkortex, die sich nicht von denen gesunder Freiwilliger unterschied. In einer weiteren Studie zeigten 4 von 23 Patienten mit einem apallischen Syndrom ebenfalls sinnvoll interpretierbare Gehirnaktivitäten, als ihnen Fragen gestellt wurden.
Durch derartige Studien wird die Frage aufgeworfen, ob Kommunikation mit schwer hirngeschädigten Patienten, denen eigentlich kein Bewusstsein zugesprochen wird, nicht doch möglich ist. Indem die Patienten sich bei der Antwort „ja“ das Tennisspielen vorstellen und bei „nein“ das Herumlaufen im eigenen Haus, könnten die Forscher durch fMRT-Scans eventuell eine Verständigung mit den Patienten ermöglicht haben. Dies würde allerdings der Annahme widersprechen, dass jene Patienten kein Bewusstsein haben.

## Selbstbewusstsein
Unter der Vielfalt der Bewusstseinsphänomene hat das Selbstbewusstsein in den philosophischen, empirischen und religiösen Diskussionen eine herausgehobene Stellung. Dabei wird Selbstbewusstsein nicht im Sinne der Umgangssprache als positives Selbstwertgefühl verstanden, sondern beschreibt zwei andere Phänomene. Zum einen wird hierunter das Bewusstsein seiner selbst als ein Subjekt, Individuum oder Ich (griech. und lat. Ego) verstanden. Zum anderen bezeichnet Selbstbewusstsein aber auch das Bewusstsein von den eigenen mentalen Zuständen. Hierfür wird auch oft der Begriff Bewusstheit verwendet.

### Selbstbewusstsein als Bewusstsein vom Selbst

#### Philosophie

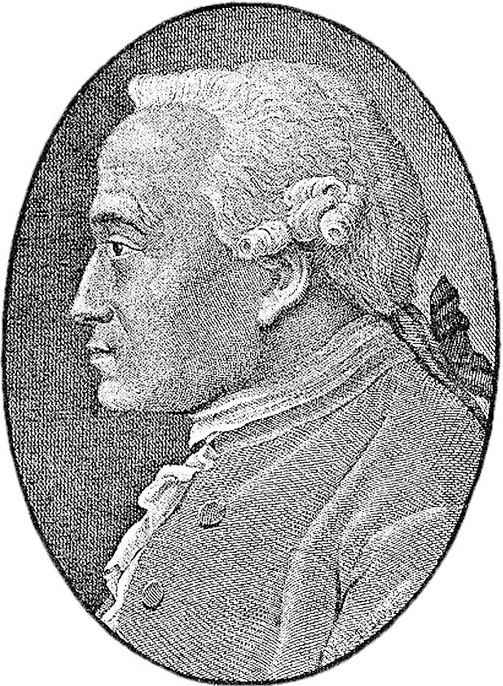
Das allgemeine Selbstbewusstsein gilt Immanuel Kant als Voraussetzung für Erkenntnis.

Selbstbewusstsein im ersten Sinne ist insbesondere durch René Descartes ein zentrales Thema der Philosophie geworden. Descartes machte das gedankliche Selbstbewusstsein durch seinen berühmten Satz „cogito ergo sum“ („ich denke, also bin ich“) zum Ausgangspunkt aller Gewissheit und damit auch zum Zentrum seiner Erkenntnistheorie. Descartes Konzeption blieb allerdings an seine dualistische Metaphysik gebunden, die das Selbst als ein immaterielles Ding postulierte. In Immanuel Kants transzendentalem Idealismus blieb die erkenntnistheoretische Priorität des Selbstbewusstseins bestehen, ohne dass damit Descartes Metaphysik übernommen wurde. Kant argumentierte, dass das Ich die „Bedingung, die alles Denken begleitet“ (KrV A 398), sei, ohne dabei ein immaterielles Subjekt zu postulieren.
In der Philosophie der Gegenwart spielt die Frage nach dem Bewusstsein vom Selbst nicht mehr die gleiche zentrale Rolle wie bei Descartes oder Kant. Dies liegt auch daran, dass das Selbst oft als ein kulturelles Konstrukt aufgefasst wird, das lediglich auf neuronaler Basis als Selbstmodell existiert, dem aber kein reales Objekt entspreche. Vielmehr lernten Menschen im Laufe der ontogenetischen Entwicklung ihre Fähigkeiten, ihren Charakter und ihre Geschichte einzuschätzen und so ein Selbstbild zu entwickeln. Diese Überzeugung hat zu verschiedenen philosophischen Reaktionen geführt. Während etwa die Schriftstellerin Susan Blackmore die Aufgabe der Konzeption vom Selbst fordert, halten manche Philosophen das Selbst für eine wichtige und positiv zu bewertende Konstruktion. Prominente Beispiele sind hier Daniel Dennetts Konzeption vom Selbst als einem „Zentrum der narrativen Gravitation“ und Thomas Metzingers Theorie der Selbstmodelle.

#### Psychologie
Der konstruktivistische Blick auf das Selbst hat auch wichtige Einflüsse auf die empirische Forschung. Insbesondere die Entwicklungspsychologie beschäftigt sich mit der Frage, wie und wann wir zu den Vorstellungen von einem Selbst kommen. Dabei spielt das Untersuchen äußerer Einflüsse eine große Rolle, wodurch es beispielsweise zur dissoziativen Identitätsstörung mit der Eigenwahrnehmung mehrerer Ausprägungen des Selbsts kommen kann. Den Verlauf struktureller Persönlichkeitseigenschaften untersuchte der Ansatz der Ich-Entwicklung. In sequentieller Abfolge wurden hier universelle und qualitativ verschiedene Entwicklungsstufen angenommen, die im Potential einer jeden Person lägen und das Fundament ihres Selbstbildes wie ihrer Haltung zur Welt hin bildeten. Auch das Konzept des dialogischen Selbst beleuchtet Fragen zur Entstehung, Entwicklung und den Eigenschaften des Selbst. Insbesondere die Psychoanalyse hat sich mit der Entwicklung eines falschen Selbst befasst.

### Selbstbewusstsein als Bewusstsein von mentalen Zuständen
Mit „Selbstbewusstsein“ kann auch das Bewusstsein von eigenen mentalen Zuständen gemeint sein, also etwa das Bewusstsein der eigenen Gedanken oder Emotionen. In der künstlichen Intelligenz wird eine analoge Perspektive durch den Begriff der Metarepräsentationen eröffnet. Ein Roboter müsse nicht nur die Information repräsentieren, dass sich vor ihm etwa ein Objekt X befinde. Er sollte zudem „wissen“, dass er über diese Repräsentation verfüge. Erst dies ermögliche ihm den Abgleich der Information mit anderen, eventuell widersprechenden, Informationen. In der Philosophie ist es umstritten, ob sich das menschliche Selbstbewusstsein in ähnlicher Weise als Metakognition begreifen lässt.

## Bewusstsein bei Tieren

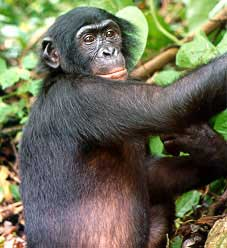
Die Primatenforschung hat viel Erstaunliches über die geistigen Fähigkeiten von Affen herausgefunden.

An der Erforschung arbeiten verschiedene Disziplinen: Ethologie, Neurowissenschaft, Kognitionswissenschaft, Linguistik, Philosophie und Psychologie.
Beispielsweise können Hunde, wie alle höher entwickelten Tiere, zwar Schmerz empfinden, aber wir wissen nicht, inwieweit sie ihn bewusst verarbeiten können, da sie eine derartige bewusste Verarbeitung nicht mitteilen können. Dazu bedarf es Gehirnstrukturen, die sprachlich gefasste Vorstellungen verarbeiten können. Bei Schimpansen, die Zeichensysteme erlernen können, und Graupapageien etwa ist dies teilweise beobachtet worden. Der Gradualismus, der die plausibelste Position zu sein scheint, prüft für jede Spezies von neuem, welche Bewusstseinszustände sie haben kann. Besonders schwierig gestaltet sich dies bei den Tieren, die eine von der menschlichen stark verschiedene Wahrnehmung besitzen.
Lange Zeit wurde vermutet, dass Ich-Bewusstsein allein bei Menschen vorkomme. Inzwischen ist jedoch erwiesen, dass sich auch andere Tiere, wie etwa Schimpansen, Orang-Utans, Rhesusaffen, Schweine, Elefanten, Delfine und auch diverse Rabenvögel im Spiegel erkennen können, was einer weit verbreiteten Auffassung zufolge ein mögliches Indiz für reflektierendes Bewusstsein sein könnte. Ein Gradualismus in Bezug auf die Existenz von Bewusstsein steht nicht vor dem Problem, zu klären, wo im Tierreich Bewusstsein anfängt. Vielmehr geht es hier darum, die Bedingungen und Beschränkungen von Bewusstsein für jeden Einzelfall möglichst genau zu beschreiben.
Experimente einer Forschergruppe um J. David Smith deuten möglicherweise darauf hin, dass Rhesusaffen zur Metakognition fähig sind, also zur Reflexion über das eigene Wissen.

## Bewusstsein in den Religionen
Im Zusammenhang mit religiösen Vorstellungen von einer Seele und einem Leben nach dem Tod (→ z. B. Judentum, Christentum und Islam) spielen die Begriffe Geist (Gottes) und Seele eine wesentliche Rolle für das Verständnis von Bewusstsein. Demnach könne menschliches Bewusstsein nicht – wie von den Wissenschaften versucht – allein als Produkt der Natur oder Evolution, sondern ausschließlich im Zusammenhang mit einer transpersonalen oder transzendenten Geistigkeit verstanden und erklärt werden. Diese göttliche Geistigkeit sei es, welche – wie alles natürlich Belebte – auch das Bewusstsein „lebendig mache“ bzw. „beseele“, d. h. zur menschlichen Ich-Wahrnehmung befähige.
Generell wollten alle mystisch-esoterischen Richtungen in den Religionen (z. B. Gnostizismus, Kabbala, Sufismus u. a.) eine Bewusstseinsveränderung des Menschen bewirken. Tatsächlich zeigen neurotheologische Forschungen mit bildgebenden Verfahren, dass durch langjährige Ausübung von Meditation, wie zum Beispiel im Zen-Buddhismus üblich, ungewöhnliche neuronale Aktivitätsmuster und sogar neuroanatomische Veränderungen entstehen können.

### Abrahamitische Religionen
Im Tanach heißt es, die „rûah“ (hebräisches Wort für Geist, oder synonym auch im Zusammenhang mit „næfæsch“, Seele, gebraucht) haucht dem Geschöpf Leben ein. Sie ist es, welche die Lebensfunktionen geistiger, willensmäßiger und religiöser Art ausübt. Auch im Neuen Testament wird erklärt, dass der Leib erst durch den Geist Gottes zum eigentlichen Leben kommt. Es heißt z. B.: „Der Geist (Gottes) ist es, der lebendig macht; das Fleisch nützt nichts“ (Joh 6,63 ). Bei Paulus war die Unterscheidung zwischen dem Reich des Geistes (vgl. ewiges Ich) und dem Reich des Fleisches (sterbliche Natur) zentral. Sinngleiches findet sich auch im Koran, wo es z. B. heißt, dass Gott Adam von seinem Geist (vgl. arabisches Wort rūh روح / rūḥ) einblies und ihn auf diese Weise lebendig machte (Sure 15:29; 32:9; 38:72). Im Lehrsystem des basrischen Muʿtaziliten an-Nazzām (st. 835–845) wird der Geist als Gestalt bzw. Wesen dargestellt, die sich wie ein Gas mit dem Leib vermischt und ihn bis in die Fingerspitzen durchdringt, sich beim Tode aber wieder aus dieser Verbindung löst und selbständig (vgl. „ewiges Ich“) weiterexistiert.
Im Christentum werden die Begriffe Seele und Geist (auch „Heiliger Geist“) scharf vom Geist des Menschen unterschieden. Dies ergibt sich auch daraus, dass erstere Begriffe in ihrer Bedeutung näher an der Metaphysik klassischer christlicher Fundamentaltheologie und Philosophie sind: Sie legen nämlich die Existenz eines nichtmateriellen Trägers von Bewusstseinszuständen nahe. Dennoch spielt der Begriff des Bewusstseins auch in modernen christlichen Debatten eine Rolle. Dies geschieht etwa im Kontext von Gottesbeweisen. So wird argumentiert, dass die Interaktion zwischen immateriellen Bewusstseinszuständen und dem materiellen Körper nur durch Gott erklärbar sei oder dass die interne Struktur und Ordnung des Bewusstseins im Sinne des teleologischen Gottesbeweises auf die Existenz Gottes schließen lasse.

### Hinduismus und Buddhismus
Verschiedene buddhistische Traditionen und hinduistische Yoga-Schulen haben gemeinsam, dass hier die direkte und ganzheitliche Erfahrung des Bewusstseins im Mittelpunkt steht. Mit Hilfe der Meditation oder anderer Übungstechniken würden bestimmte Bewusstseinszustände erfahren, indem personale und soziale Identifikationen abgebaut würden. Eine besondere Unterscheidung wird hier zur Bewusstheit getroffen, die ein volles Gewahrsein (awareness) des momentanen Denkens und Fühlens bedeute. Sie solle erreicht werden durch die Übung der Achtsamkeit. Einsichten in die Natur des Bewusstseins sollen so über eine eigene Erfahrung gewonnen werden, die über einen rein reflektierten und beschreibenden Zugang hinausgehe. Das Konzept der Trennung von Körper und Geist oder Gehirn und Bewusstsein werde als eine Konstruktion des Denkens erfahren.